# Schwarzbergklamm
Schwarzbergklamm este o arie protejată (arie specială de conservare — SAC, sit de importanță comunitară — SCI) din Austria întinsă pe o suprafață de 14,07 ha, integral pe uscat.

## Localizare
Centrul sitului Schwarzbergklamm este situat la coordonatele 47°37′58″N 12°37′08″E / 47.6328°N 12.6189°E.

## Înființare
Situl Schwarzbergklamm a fost declarat sit de importanță comunitară în ianuarie 1997 pentru a proteja un număr necunoscut de specii din flora spontană și fauna sălbatică aflate în arealul zonei. Situl a fost protejat și ca arie specială de conservare în mai 2006.

## Biodiversitate
Situată în ecoregiunea alpină, aria protejată conține 5 habitate naturale: Râuri de munte și vegetația erbacee de pe malurile acestora, Pante stâncoase calcaroase cu vegetație casmofită, Păduri de fag Asperulo-Fagetum, Păduri pe pante, grohotișuri și ravene de Tilio-Acerion, Păduri aluvionare cu Alnus glutinosa și Fraxinus excelsior (Alno-Padion, Alnion incanae, Salicion albae).
La baza desemnării sitului se află un număr nedeclarat de specii protejate.
Pe lângă speciile protejate, pe teritoriul sitului au mai fost identificate 5 specii de păsări, 1 specie de amfibieni, 1 specie de mamifere, 1 specie de reptile.